# 堅代勒區
36°13′N 2°24′E / 36.217°N 2.400°E

堅代勒區（阿拉伯语：‎），是阿爾及利亞的行政區，位於該國北部，由艾因迪夫拉省負責管轄，首府設於堅代勒，面積460平方公里，2008年人口48,420，人口密度每平方公里105人。